# Natosi
Natosi (Natos, Notos, Naatosi, Naato'si, Naato'siwa, Nato'se, Natosiw, Nah-too-si, Omahkaato'si, Omuqkatos), Natosi je bog sunca kod Crnonogih Indijanaca. Neki antropolozi smatraju da je Natosi isto što i bog stvoritelj Apistotoke, ali govornici Crnog stopala nepokolebljivi su da su to dvije različite mitološke figure i da Natosi, iako glavni bog naroda Crnog stopala, nije bio taj koji je stvorio svemir- - umjesto toga, Apistotoke je stvorio Natosija kao prvog i najistaknutijeg svetog Nebeskog naroda. Ime Naato'si ne znači doslovno "sunce" na Crnonogom - ono zapravo znači "svetac", iako se ponekad koristi i za označavanje sunca u svakodnevnom govoru. "Omahkaato'si" je superlativ istog imena, što znači "veliki sveti".
Za razliku od apstraktnog Apistotokea, Natosi je muško biće. Njegova žena je Komorkis, mjesec, a njihova djeca su zvijezde (najvažnija je Jutarnja zvijezda.) Za nekoliko važnih smrtnih heroja iz legende kod Blackfoota se kaže da su Natosijevi unuci, kao što je Star Boy.